# Port lotniczy Szark al-Uwajnat
Międzynarodowy Port lotniczy Szark al-Uwajnat – lotnisko Egiptu, znajduje się w pobliżu miasta Szark al-Uwajnat